# Polski Związek Biathlonu
Polski Związek Biathlonu (oficjalny skrót: PZBiath) – ogólnokrajowy związek sportowy z siedzibą w Katowicach, założony 21 maja w 1983 roku w Warszawie jako Polski Związek Dwuboju Zimowego (od 2002 pod obecną nazwą), działający na terenie Rzeczypospolitej Polskiej, posiadający osobowość prawną, będący jedynym prawnym reprezentantem polskiego biathlonu (zarówno mężczyzn, jak i kobiet we wszystkich kategoriach wiekowych) w kraju i zagranicą.
Polski Związek Biathlonu ma wyłączne prawo do:
- organizowania i prowadzenia współzawodnictwa sportowego o tytuł mistrza Polski oraz Puchar Polski w biathlonie,
- ustanawiania i realizacji reguł sportowych, organizacyjnych i dyscyplinarnych we współzawodnictwie sportowym,
- powoływania kadry narodowej oraz przygotowywania jej do igrzysk olimpijskich, mistrzostw świata oraz mistrzostw Europy.

Polski Związek Biathlonu jest organizatorem cyklu zawodów „Celuj w Igrzyska”, „Biathlon dla każdego” oraz programu „I Ty możesz zostać biathlonistą”.

## Cele statutowe
- organizacja i realizacja współzawodnictwa sportowego oraz popularyzacja i rozwój sportu biathlonowego w Polsce,
- podejmowanie działań na rzecz promocji i rozwoju sportu biathlonowego,
- reprezentowanie interesów sportu biathlonowego w organizacjach krajowych i międzynarodowych[2].

## Aktualne władze
Zarząd:
- Prezes: Joanna Badacz
- Wiceprezes ds. organizacyjnych: Adam Górecki
- Wiceprezes ds. sportowych: Stanisław Kępka
- Sekretarz: Kinga Goraj
- Urszula Filip
- Edward Jakieła
- Andrzej Sidorowicz-Radzikowski
- Magdalena Wielechowska

Komisja Rewizyjna:
- Andrzej Olech
- Jerzy Pytasz
- Marek Suchy

## Prezesi Polskiego Związku Biathlonu
- 1994–2006: Krzysztof Lewicki
- 2006–2014: Zbigniew Waśkiewicz
- 2014–2020: Dagmara Gerasimuk
- 2020–2022: Zbigniew Waśkiewicz
- od 2022: Joanna Badacz

## Ranking Polskiego Związku Biathlonu
Polski Związek Biathlonu od sezonu 2014/15 prowadzi ranking na najlepszego polskiego biathlonistę bez podziału na płeć. Pod uwagę brany jest jeden najlepszy wynik w sezonie osiągnięty na arenie międzynarodowej.
| Sezon   | złoto                  | złoto             | srebro              | srebro            | brąz              | brąz              |
| ------- | ---------------------- | ----------------- | ------------------- | ----------------- | ----------------- | ----------------- |
| 2014/15 | Weronika Nowakowska    | 2. miejsce na MŚ  | Krystyna Pałka      | 5. miejsce na MŚ  | Magdalena Gwizdoń | 7. miejsce na MŚ  |
| 2015/16 | Krystyna Guzik         | 2. miejsce na PŚ  | Magdalena Gwizdoń   | 12. miejsce na MŚ | Monika Hojnisz    | 4. miejsce na PŚ  |
| 2016/17 | Monika Hojnisz         | 7. miejsce na PŚ  | Magdalena Gwizdoń   | 8. miejsce na PŚ  | Krystyna Guzik    | 11. miejsce na PŚ |
| 2017/18 | Monika Hojnisz         | 6. miejsce na IO  | Weronika Nowakowska | 21. miejsce na IO | Krystyna Guzik    | 28. miejsce na IO |
| 2018/19 | Monika Hojnisz         | 2. miejsce na PŚ  | Kamila Żuk          | 6. miejsce na PŚ  | Kinga Zbylut      | 8. miejsce na PŚ  |
| 2019/20 | Monika Hojnisz-Staręga | 4. miejsce na MŚ  | Kamila Żuk          | 9. miejsce na PŚ  | Grzegorz Guzik    | 24. miejsce na MŚ |
| 2020/21 | Monika Hojnisz-Staręga | 6. miejsce na PŚ  | Kamila Żuk          | 1. miejsce na ME  | Anna Mąka         | 26. miejsce na PŚ |
| 2021/22 | Monika Hojnisz-Staręga | 9. miejsce na IO  | Anna Mąka           | 12. miejsce na PŚ | Kamila Żuk        | 36. miejsce na IO |
| 2022/23 | Kamila Żuk             | 15. miejsce na PŚ | Jan Guńka           | 2. miejsce na MŚJ | Anna Mąka         | 31. miejsce na MŚ |
| 2023/24 | Natalia Sidorowicz     | 14. miejsce na MŚ | Joanna Jakieła      | 17. miejsce na MŚ | Anna Mąka         | 9. miejsce na PŚ  |

## Kluby biathlonowe

Rozmieszczenie polskich klubów biathlonowych na mapie Polski w podziale na województwa.

W Polsce działa 35 klubów biathlonowych, najwięcej z nich w województwie dolnośląskim (13). W podziale na województwa sytuacja wygląda następująco:

- Dolnośląskie 13
- Małopolskie 7
- Śląskie 7
- Pomorskie 4
- Mazowieckie 2
- Podkarpackie 2
- Zachodniopomorskie 0
- Świętokrzyskie 0
- Lubelskie 0
- Lubuskie 0
- Łódzkie 0
- Opolskie 0
- Kujawsko-pomorskie 0
- Podlaskie 0
- Wielkopolskie 0
- Warmińsko-mazurskie 0

Źródło: Polski Związek Biathlonu (stan na 07.07.2024).

## Ośrodki szkoleniowe PZBiath

Rozmieszczenie SMS-ów i BOSSM-ów w Polsce

### Biathlonowe Ośrodki Szkolenia Sportowego Młodzieży (BOSSM)
- BOSSM Czarny Bór, ul. Sportowa 44, 59-379 Czarny Bór
- BOSSM Iwonicz-Zdrój, al. Leśna 2a, 38-440 Iwonicz Zdrój
- BOSSM Wodzisław Śląski, ul. Chrobrego 308, 44-313 Wodzisław Śląski
- BOSSM Żywiec, ul. Moszczanicka 9, 34-300 Żywiec

### Szkoły Mistrzostwa Sportowegow biathlonie (SMS)
- SMS Chorzów, ul. Harcerska 2, 41-503 Chorzów
- SMS Duszniki-Zdrój, ul. Wybickiego 2A, 57-340 Duszniki Zdrój
- SMS Szklarska Poręba, ul. Obrońców Pokoju 17, 58-580 Szklarska Poręba
- SMS Zakopane, ul. Droga do Olczy 26, 34-500 Zakopane

Źródło: Polski Związek Biathlonu (stan na 07.07.2024).